# Giuseppe Cino
Giuseppe Cino (* 15. Juni 1645 in Lecce; † April 1722 ebenda) war ein italienischer Baumeister und Chronist. Der einer adligen Familie entstammende Cino, der sich selbst als „ingegnere“ bezeichnete, trug zur Verbreitung des Barock in Apulien mit dem Zentrum Lecce bei. Dabei brachte er eine Mischung aus römisch inspirierter Monumentalität und spanischer dekorativer Kunst hervor.

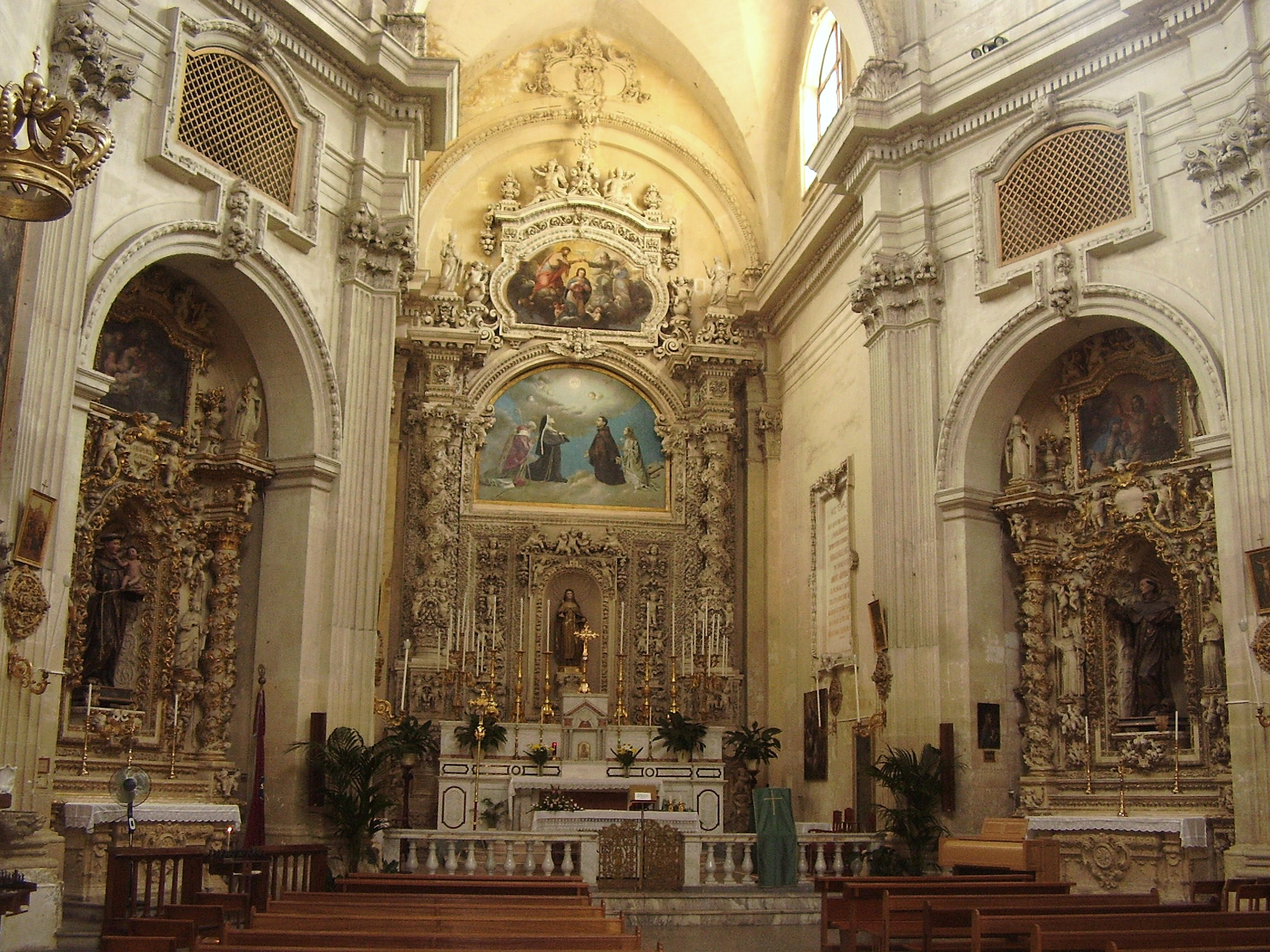
Innenraum der Chiesa di S. Chiara von Lecce

Lecce war im 17. Jahrhundert eine erheblich bedeutendere Stadt als heute. Während Otranto als Regionalmetropole seit dem 16. Jahrhundert verfiel, wurde Lecce zum Zentrum barocker Kunst. Der spätere Papst Innozenz XII. war von 1671 bis 1673 als Antonio Pignatelli Bischof von Lecce, Papst von 1691 bis 1700.

## Leben

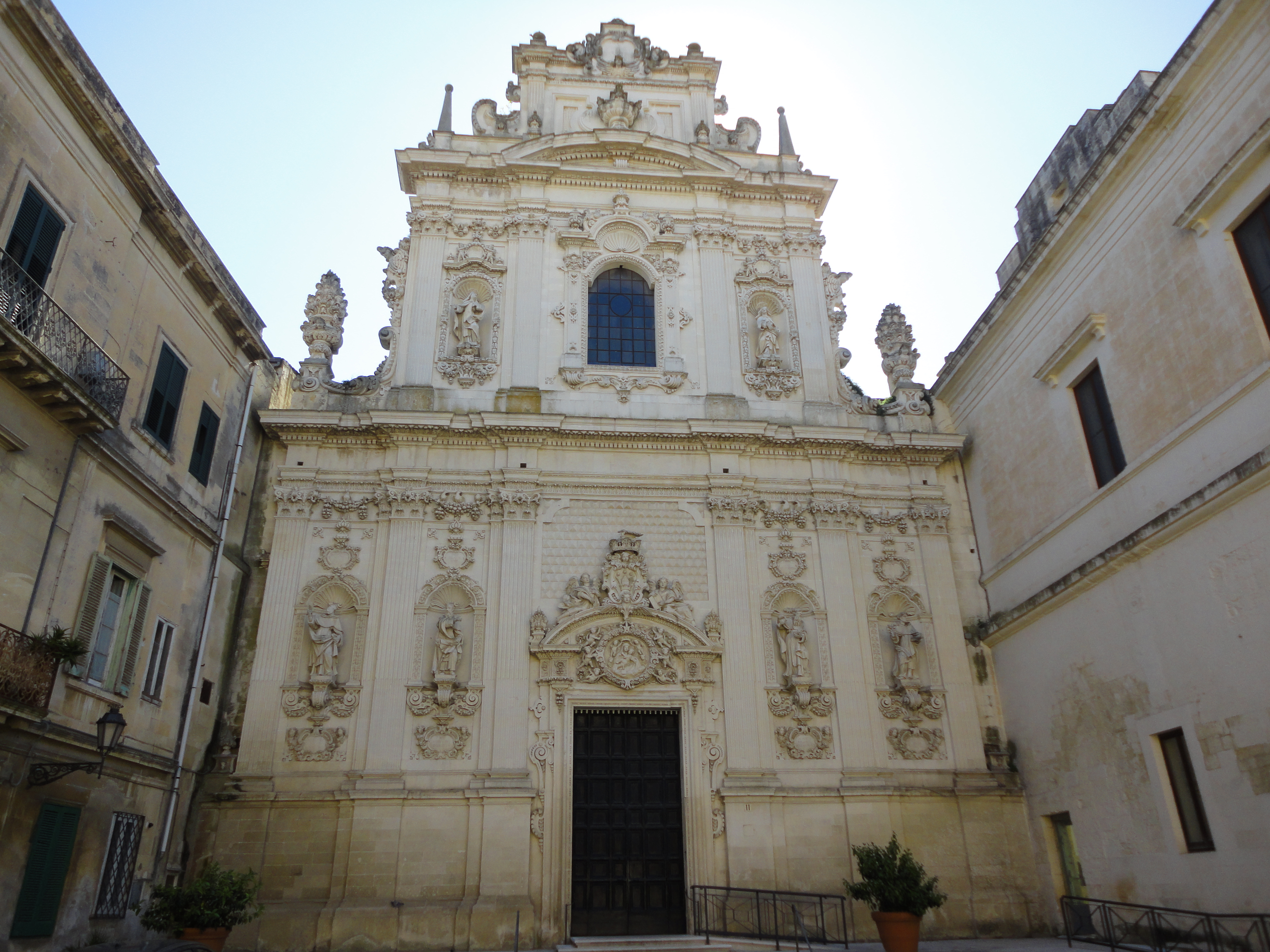
Chiesa Madonna del Carmine

Giuseppe Cino war einer von fünf Söhnen des Ferrante Cino und seiner Frau Domenica De Donni. Wahrscheinlich machte er sich selbstständig, denn er wurde stets als „Maestro“ bezeichnet, jedoch liegen keinerlei Aufzeichnungen vor. Cino lernte zunächst bei Giuseppe Zimbalo, der gleichsam ein Monopol über alle Monumentalbauten in Lecce besaß. Dort entwarf Zimbalo einen Plan zum Umbau der seit dem 15. Jahrhundert bestehenden Chiesa di S. Chiara, der Santa-Chiara-Kirche. Der Umbau begann 1678. Cino übernahm die Arbeiten an dieser Kirche von 1687 bis 1701. Eigentlich sollten die Arbeiten bereits 1691 abgeschlossen sein, doch die Karmelitinnen nutzten die Kirche auch während dieser Zeit.

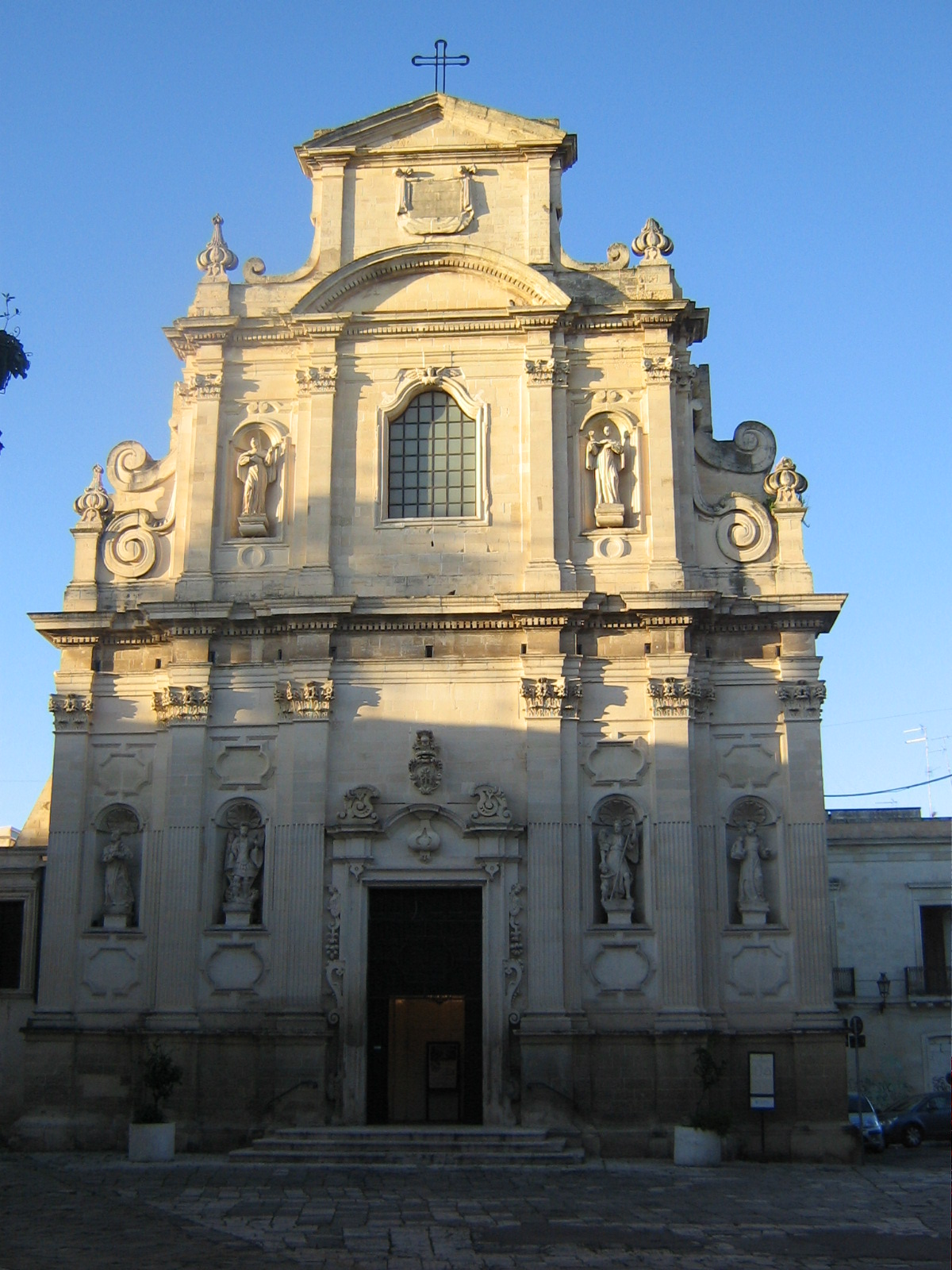
Chiesa delle Alcantarine

Er arbeitete darüber hinaus an der Kirche Madonna del Carmine von 1714 bis 1717, doch wurde die Kirche erst nach seinem Tod durch Mauro Manieri fertiggestellt, sowie an der Chiesa delle Alcantarine in Lecce. Dabei erwies sich Cino als monumentaler, aber auch als filigraner und organischer in seinem Werk, als sein Lehrer es war.
Zu dieser Zeit war Spanien die dominierende Macht im Süden Italiens, doch kam es nach dem Tod des letzten Habsburgers ab 1701 zum Spanischen Erbfolgekrieg. Im Frieden von Utrecht 1713 wurden Österreich das zuvor spanische Mailand, Neapel (ohne Sizilien) und Sardinien zugesprochen. Es wurde damit zur vorherrschenden Macht in Italien.

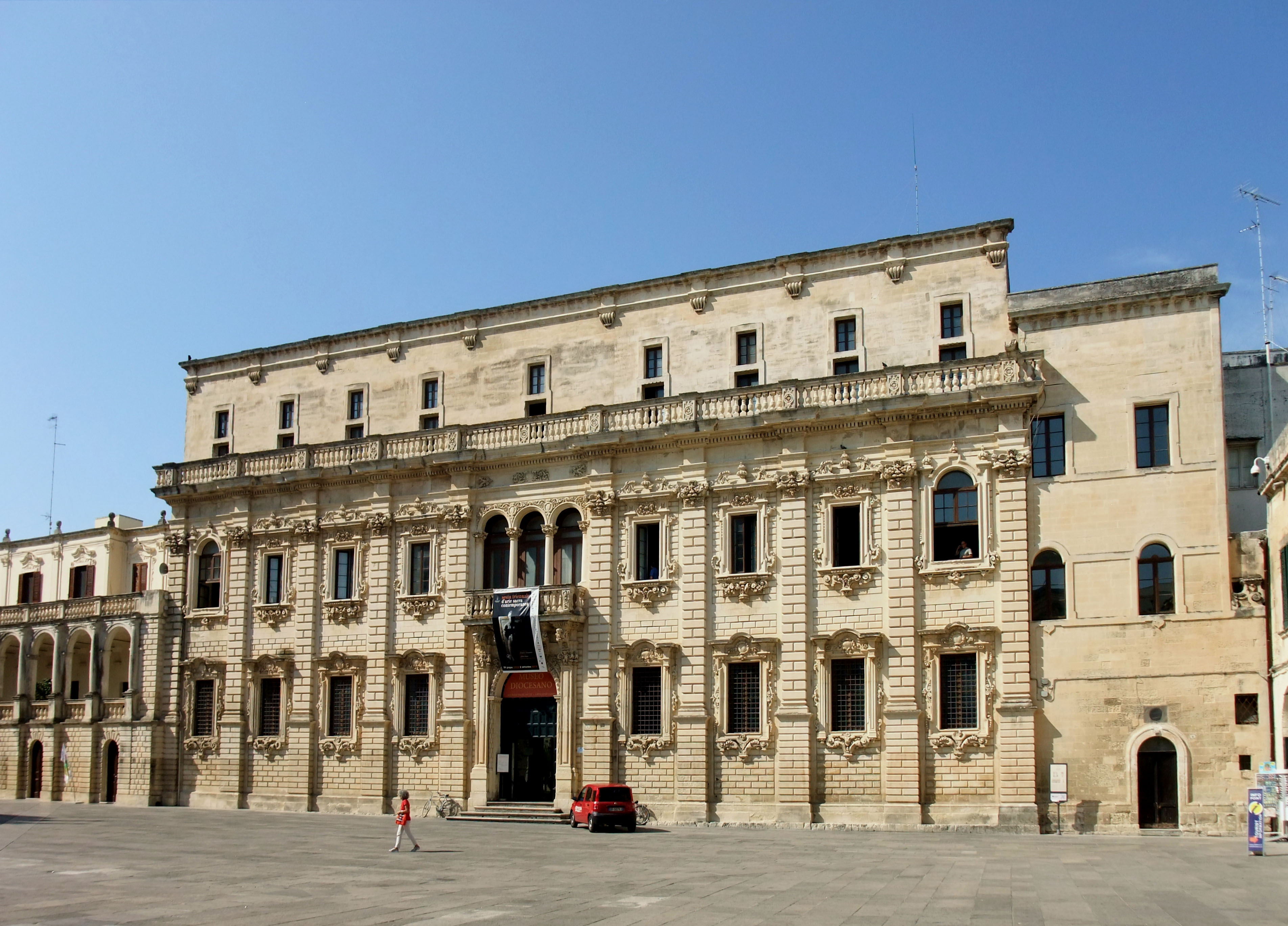
Fassade des Seminario

Lecce, dem eigenwilligen Zentrum des süditalienischen Barock, schadeten diese heftigen Kämpfe keineswegs. Cino folgte Zimbalo als Baumeister am Palazzo dei Celestini.
Nach Plänen Giuseppe Cinos entstand auf Wunsch des Bischofs Michele Pignatelli zwischen 1694 und 1709 das Seminario von Lecce, während sich die Großmächte um das Erbe der spanischen Habsburger stritten. Auch die Chiesa di Sant'Anna (1683–1699) in Mesagne (Provinz Brindisi) wird ihm zugeschrieben. Schließlich schuf er 1704 einen Altar für die Carmine-Kirche und im folgenden Jahr für die Confraternità del Rosario von Martignano. 1716 arbeitete er an SS Nicola e Cataldo. Der Kirche aus dem 12. Jahrhundert wurde eine barocke Fassade unter Beibehaltung der ursprünglichen Portale angebaut.
Mit seinen Memorie verfasste Giuseppe Cino eine Chronik von Lecce für die Zeit von 1656 bis 1719, die allerdings erst 1905/06 veröffentlicht wurde. Dort beschreibt er etwa das Erdbeben vom 5. Juni 1688.

## Chronik
- Memorie ossia notiziario di molte cose accadute in Lecce dall'anno 1656 sino all'anno 1719, dal signor Giuseppe Cino ingegnere leccese, in: A. Laporta (Hrsg.): Cronache di Lecce, Lecce 1991, S. 49–98.